# Liste der Bischöfe von Beauvais
Die folgenden Personen waren Bischöfe von Beauvais (Frankreich):

Das Wappen der Bischöfe von Beauvais

- St. Lucianus von Beauvais (3. Jh.) (?)
- Thalasisus
- Viktor
- Chanarus
- Numitius
- Licerius
- Themerus
- Bertegesillus
- Rodomarus
- Ansoldus
- Ribertus
- Cogerimus
- Anselmus
- Maurinus
- Himbertus
- Clemens
- Konstantinus
- Radingus (632–660)
- Ercambertus
- Rocoaldus
- Miroldus
- Austringus
- Deodatus
- Andreas
- Hodingus
- 821–846: Adalmannus
- Ragimbertus
- Hildemanus
- ?–859: Erminfridus
- ?–881: Odo
- Hrotgarius
- 888–900: Honoratus
- 909–921: Herluin
- ? – ?: Bovon
- ? – ?: Hildegar
- 933–972: Walleran
- 987–997: Herve
- ? – ?: Hugo
- 1002–1022: Roger I. von Blois
- 1022–1030: Garin
- 1035–1058: Drogon oder Druon
- 1059–1063: Guilbert
- 1063–1085: Guido
- 1085–1089: Ursion
- 1089–1095: Foulques de Dammartin
- 1095–1096: Roger II. (Kanzler von Frankreich)
- 1096–1099: Ansel
- 1100–1104: Stephan von Garlande
- 1104–1114: Godefroy de Pisseleu
- 1114–1133: Pierre de Dammartin
- 1133–1144: Odon II.
- 1144–1148: Odon III.
- 1149–1162: Heinrich von Frankreich (auch Erzbischof von Reims)
- 1162–1175: Barthélémi de Montcornet
- 1175–1217: Philippe de Dreux
- 1217–1234: Milon de Nanteuil
- 1234–1236: Godefroi von Clermont
- 1237–1248: Robert de Cressonsacq
- 1249–1267: Guillaume de Gres
- 1267–1283: Renaud de Nanteuil
- 1283–1300: Thibaud de Nanteuil
- 1301–1312: Simon de Clermont de Nesle (auch Bischof von Noyon) (Haus Clermont)
- 1313–1347: Jean de Marigny (1329 auch Kanzler von Frankreich, ab 1347 Erzbischof von Rouen)
- 1347–1356: Guillaume Bertrand (auch Bischof von Bayeux) (Haus Bastembourg)
- 1356–1360: Philippe d’Alençon (auch Erzbischof von Rouen) Sohn des Grafen Karl II. von Alençon
- 1360–1368: Jean de Dormans (auch Bischof von Lisieux)
- 1368–1375: Jean d’Augerant (auch Bischof von Chartres)
- 1375–1387: Milon de Dormans (auch Bischof von Angers und Kanzler von Frankreich)
- 1387–1388: Guillaume de Vienne (auch Bischof von Autun und Rouen)
- 1388–1395: Thomas d’Estouteville
- 1395–1397: Ludwig d’Orléans (auch Bischof von Poitiers)
- 1398–1412: Pierre de Savoisy (auch Bischof von Mans)
- 1413–1420: Bernard de Chevenon (auch Bischof von Amiens)
- 1420–1432: Pierre Cauchon
- 1432–1444: Jean Juvénal des Ursins (danach Bischof von Laon)
- 1444–1462: Guillaume d’Hellande
- 1462–1488: Johann von Bar
- 1497–1521: Louis de Villiers de l’Isle-Adam
- 1523–1530: Antoine Lascaris de Tende (auch Bischof von Riez)
- 1530–1535: Charles de Villiers (auch Bischof von Limoges)
- 1535–1569: Odet Kardinal de Coligny de Chatillon (Haus Coligny)
- 1569–1575: Charles I. Kardinal de Bourbon (auch Erzbischof von Rouen)
- 1575–1593: Nicolas Fumée
- 1596–1616: René Potier
- 1617–1650: Augustin Potier, Bruder des Vorigen
- 1651–1679: Nicolas Choart de Buzenval, Neffe des Vorigen
- 1679–1713: Toussaint Kardinal de Forbin-Janson
- 1719–1726: François Honorat de Beauvilliers de St. Aignan
- 1728–1772: Etienne-René Kardinal Potier de Gesvres
- 1772–1792: François-Joseph de la Rochefoucauld, seit 1926 Seliger
- 1802–1805: Jean-Chrisostôme de Villaret (auch Bischof von Amiens)
- 1805–1817: Jean-François de Mandolx (auch Bischof von Amiens)
- 1819–1822: Marc-Marie de Bombelles (auch Bischof von Amiens)
- 1822–1823: Jean-Pierre de Gallien de Chabons (auch Bischof von Amiens)
- 1823–1825: Claude-Louis de Lesquen (dann Bischof von Rennes)
- 1825–1830: François-Hyacinthe-Jean Feutrier
- 1832–1837: Jean-Louis-Simon Lemercier
- 1837–1841: Pierre-Marie Cottret
- 1841–1878: Joseph-Armand Gignoux
- 1878–1880: François-Edouard Hasley (dann Erzbischof von Avignon, später von Cambrai)
- 1880–1884: Désiré-Joseph Dennel (dann Bischof von Arras)
- 1884–1892: Joseph-Maxence Péronne
- 1892–1899: Edmond-Frédéric Fuzet (dann Erzbischof von Rouen)
- 1899–1915: Marie-Jean-Célestin Douais
- 1915–1937: Eugène-Stanislas Le Senne
- 1937–1955: Felix Roeder (dann Titularbischof von Anthedon)
- 1955–1965: Pierre-Marie Lacointe
- 1965–1978: Stéphane-Émile-Alfred Desmazières
- 1978–1984: Jacques Jullien (dann Koadjutorerzbischof und Erzbischof von Rennes)
- 1985–1995: Adolphe-Marie Hardy
- 1995–2002: Guy Thomazeau (dann Erzbischof von Montpellier)
- 2003–2009: Jean-Paul James (dann Bischof von Nantes)
- seit 2010: Jacques Benoit-Gonnin